# 土屋翼
土屋翼（日语：ウイング土屋，平假名：ウイングつちや）是日本千叶县成田市下辖的一个町。2014年2月町内人口19人。邮政编码286-0029。

## 地理
土屋翼被土屋町完全包围，土屋翼的定位是作为一个商业中心故居住人口少，主要服务一旁的土屋、美乡台、下金山等町的居民日常消费需求。

## 交通

### 铁路
成田機場線从土屋翼北侧越境而过，境内为设置土屋站（暂定名）而有土地准备项目，2008年9月由京成電鐵、成田机场高速铁路、成田机场高速铁路通道、成田国际机场公司、成田市和千叶县组成的研究小组决定对其预留建设空间，暂不建设。
成田线和成田线（空港支线）在西侧以及北侧越境而过，但并无站点。

### 公路
- 一般国道
  - 国道408号